# Centropus nigrorufus
El cucal de la Sonda o cucal de Sonda (Centropus nigrorufus) es una especie de ave cuculiforme de la familia Cuculidae endémica de Indonesia.

## Distribución y hábitat
A pesar de su nombre el cucal de la Sonda solo ocupa una de las islas de la Sonda, Java, donde se encuentra en las selvas tropicales costeras y los manglares. Está amenazado por la pérdida de hábitat.